# Donji Kraljevec (Hrašćina)
Donji Kraljevec is een plaats in de gemeente Hrašćina in de Kroatische provincie Krapina-Zagorje. De plaats telt 139 inwoners (2001).